# Xã Ewing, Quận Boone, Arkansas
Xã Ewing (tiếng Anh: Ewing Township) là một xã thuộc quận Boone, tiểu bang Arkansas, Hoa Kỳ. Năm 2010, dân số của xã này là 458 người.